# Charles Dupré
Charles Eliza Adrien Dupré (Rotterdam, 7 juni 1827 – Delft, 11 juni 1907) was een administratief medewerker van beroep, mogelijk expediteur, en een van de sterkste spelers in de 19e-eeuwse Nederlandse schaakwereld.

## Schaakcarrière
In de periode van 1860 tot 1865 spendeerde Dupré vermoedelijk al zijn tijd met onder meer G. Dufresne en S. Dubois aan het schaken op de Rotterdamse schaakgenootschap Vermaak door Oefening (1821–1876).

### Beste prestaties
- 1875: 2e Prijs van het Nederlands schaakkampioenschap.[6]
- 1879: 1e Prijs van het Nederlands schaakkampioenschap. Dupré was dat jaar dus Nederlands kampioen.

Dupré's hoogste historische elo rating is 2270 en dateert uit zijn najaren.

### Bijdragen aan de ontwikkeling van het schaken
Als schaker was Dupré betrokken met de ontwikkeling van het schaken in Nederland. Hij deelde geregeld kopij met W.J.L. Verbeek, die het in het schaaktijdschrift Sissa publiceerde. Met Verbeek bediscussieerde hij ideeën ten behoeve van het schaken.
Behalve dat hij jaren als secretaris voor Vermaak door Oefening heeft gefunctioneerd, heeft hij pogingen ondernomen om een regionale bond op te zetten.
Bij de oprichting van de Nederlandse Schaakbond in 1873 werd hij president/Thesaur-secretaris van de afdeling Rotterdam.

## Erkenning
- Dupré was erelid van het Haagse schaakgenootschap Discendo Discimus.